# 聖羅莎 (新墨西哥州)
圣罗莎（Santa Rosa）是美國新墨西哥州瓜达卢佩县的一个城市以及該縣的縣城。 根據2010年美國人口普查，當地人口为2,848人 。當地於1890年開始改叫聖羅莎（西班牙语中的意思是“圣玫瑰”）。66号美国国道途經此地。